# Archimandrita tessellata
Espèce
Archimandrita tessellata est une grande blatte d’Amérique centrale, d'où elle est originaire, et d’Amérique du Sud, de la famille des Blaberidae. 

## Description

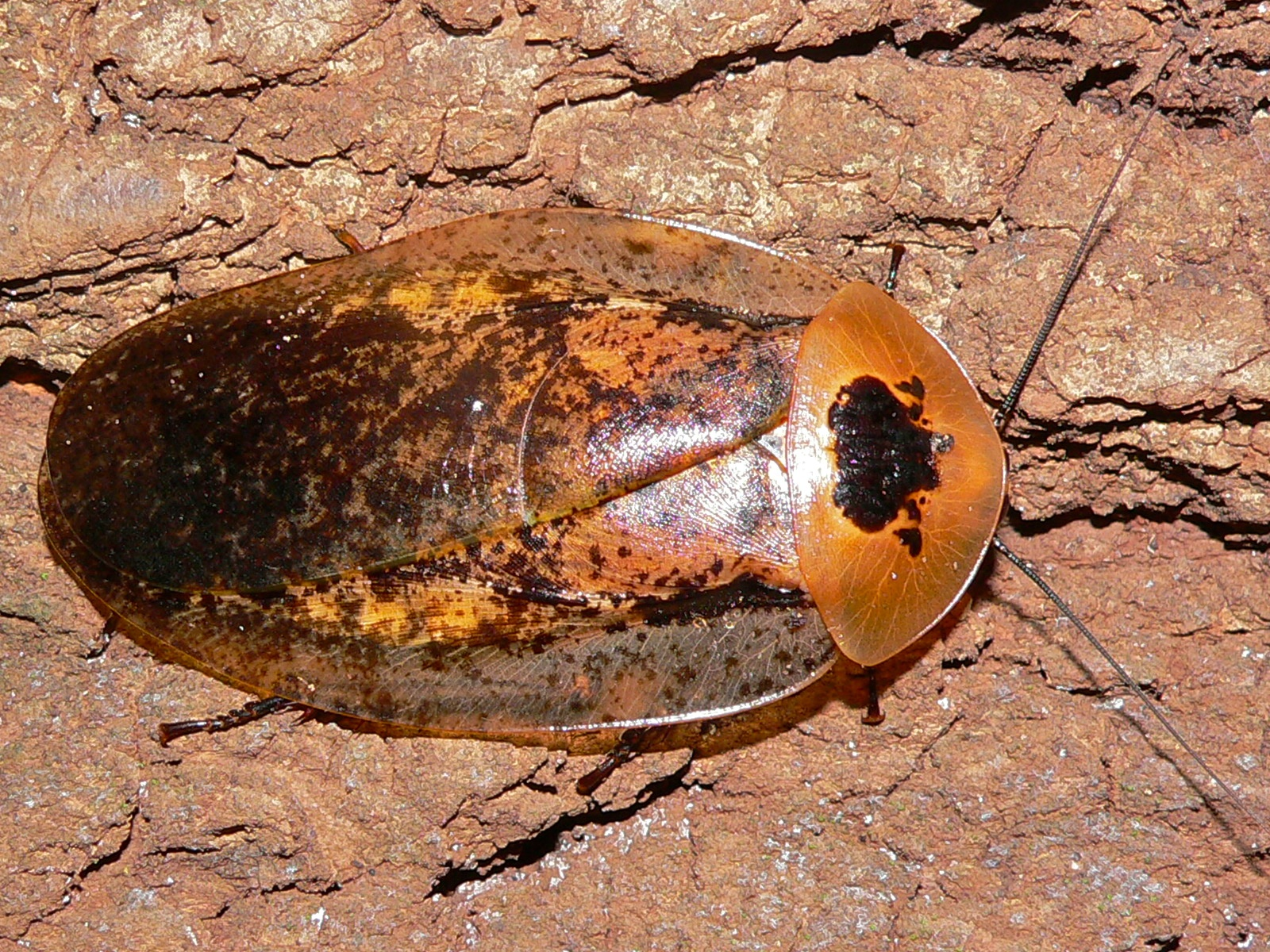
Archimandrita tessellata (Parc national Santa Rosa, Costa Rica)

Mesurant jusqu’à 5-7 cm, les femelles sont plus grandes et larges que les mâles. La couleur de cette blatte est d’un beau beige poivré. 
Mâles et femelles possèdent des ailes mais leur corps massif les rend trop lourds pour voler.

## Écologie

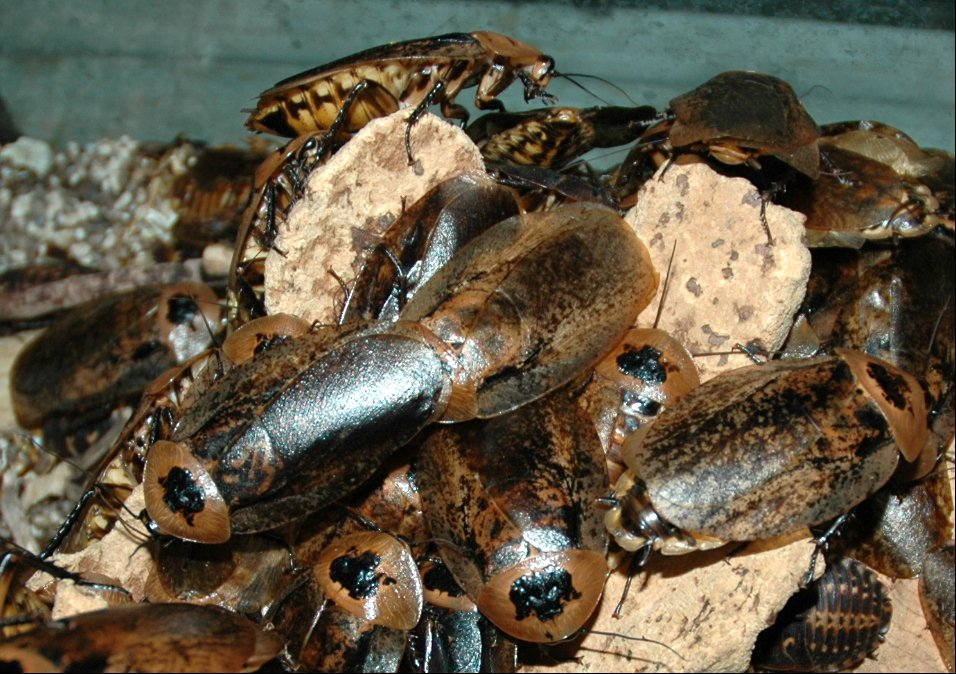

Animal nocturne, au Costa Rica, dans la province de Guanacaste, on les retrouve le jour regroupées un peu partout, au sol sous les feuilles, dans les souches ou dans les arbres creux. C’est une blatte omnivore qui se nourrit de fruits, de graines, de végétation, de cadavres d’insectes… 

## Reproduction

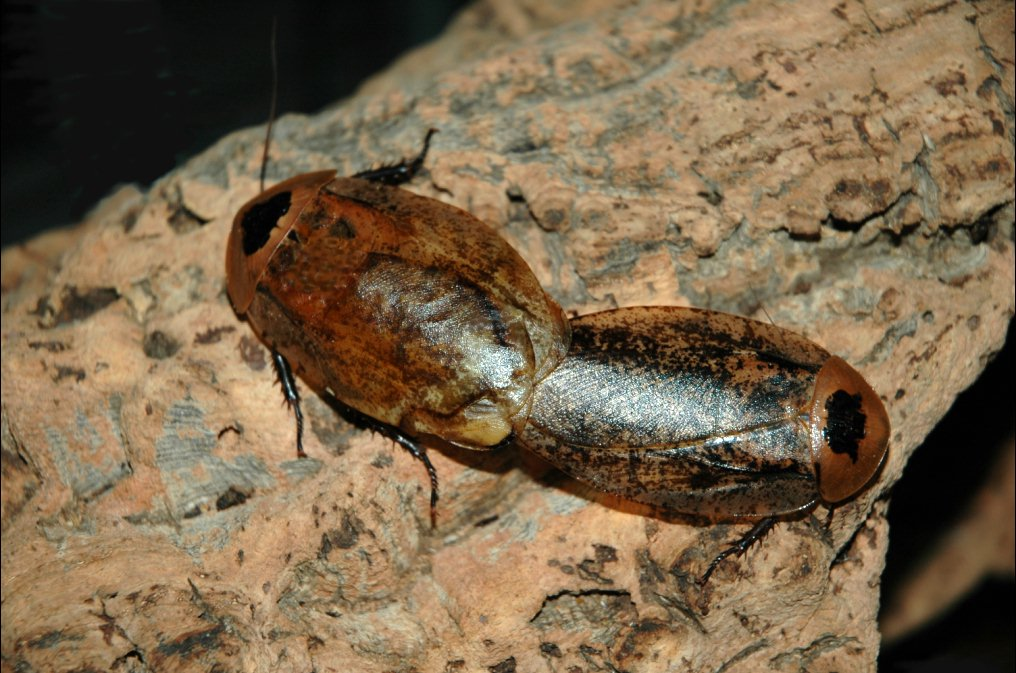
Accouplement, femelle à gauche, mâle à droite

Elle est ovovivipare et la durée de gestation de ses œufs est d’environ six mois. Elle ne pond pas d’oothèque mais garde ses œufs, juxtaposés l’un à l’autre sous la forme d’une grappe mesurant 3 cm, à l’intérieur de son corps. Arrivés à terme, les petits naîtront tous à la suite l'un de l’autre en sortant de leur œuf respectif. Les nouveau-nés, comme chez toutes les blattes, sont autonomes dès leur naissance et se dispersent. La croissance est très lente, les petits mettront huit à neuf mois à devenir adultes.
Ces blattes vivent de 12 à 24 mois, les femelles plus longtemps que les mâles.

## Taxinomie
Une autre espèce de ce genre est connue : Archimandrita marmorata (Stoll, 1813).